# 成澤優太
成澤 優太（なりさわ ゆうた、1987年4月14日 - ）は、北海道釧路市出身のプロアイスホッケー選手。ポジションはゴーリー。アジアリーグアイスホッケーのレッドイーグルス北海道に所属。

## 経歴
北海道釧路工業高等学校から東洋大学へ進学。
2010-2011シーズンよりアジアリーグアイスホッケーの王子イーグルスへ入団。2011年1月18日のチャイナ・ドラゴン戦でデビューすると、その試合で完封し、ゲームベストプレイヤーに選ばれるなど、実力を発揮した。
2011-2012シーズンには日本代表に選出され、世界選手権デビューを果たす。
2012-2013シーズンは春名真仁と共に主戦GKとしてゴールを守るなど着実に成長を続けたが、その後は怪我や若手の台頭で苦悩の日々を過ごす。
2018-2019シーズンはシーズン中に開催された全日本アイスホッケー選手権大会で優勝GKとなり見事に復活。
2023年-24年シーズンはシーズン中の2023年10月31日に11月に苫小牧市にて実施されたアイスホッケー男子日本代表の国内合宿の参加メンバーに選出された。
2024年1月16日にレッドイーグルスの本拠地であるnepiaアイスアリーナと安平町の安平町スポーツセンターにて実施されたアイスホッケー男子日本代表の国内合宿の参加メンバーに選出された。1月29日にハンガリーのブダペストで開催されたミラノ・コルティナダンペッツォオリンピックの3次予選と事前合宿の参加メンバーに選出された。
シーズン終了後には2024年3月26日に最優秀セーブ率GK賞とベストGKを受賞した。
オフの4月8日に安平町の安平町スポーツセンターで開催された男子代表選考合宿の参加メンバーに選出された。4月16日にイタリアのボルツァーノで開催された2024 IIHF 男子世界選手権 ディビジョンI グループAの日本代表に選出された。5月15日にレッドイーグルスと再契約を結んだ。
2024年-25年シーズンはシーズン開幕前の2024年7月1日にレッドイーグルスの本拠地であるnepiaアイスアリーナでのアイスホッケー男子日本代表の代表選考合宿に招集された。8月1日にデンマークのオールボーで開催されるミラノ・コルティナダンペッツォオリンピックの最終予選と事前合宿の日本代表に選出された。

## 詳細情報

### 代表歴
- 2026年ミラノ・コルティナダンペッツォオリンピック3次予選日本代表（2024年）
- 2024 IIHF 男子世界選手権 ディビジョンI グループA 日本代表
- 2026年ミラノ・コルティナダンペッツォオリンピック最終予選日本代表（2024年）